# Psychoglypha klamathi
Psychoglypha klamathi là một loài Trichoptera trong họ Limnephilidae. Chúng phân bố ở miền Tân bắc.